# Gwiazda Południa (diament)

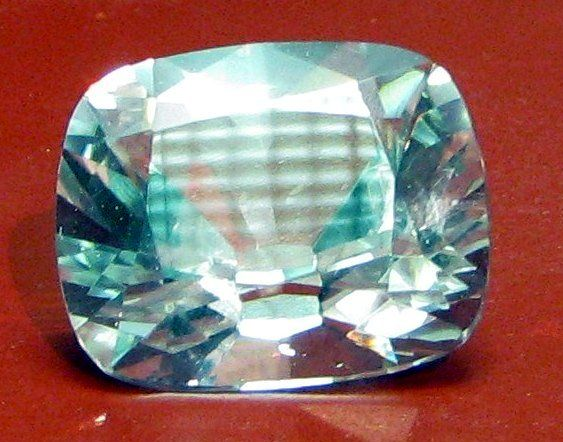
Kopia diamentu Gwiazda Południa

Gwiazda Południa – duży diament brazylijski, znaleziony w 1853 r. w kopalniach Bagagem w Minas Gerais (Brazylia). W stanie surowym kamień ważył około 262 karatów. Diament został odkryty przez niewolnicę, która otrzymała w nagrodę wolność. Był wtedy badany przez francuskiego mineraloga Dufrenoy. Miał postać nieforemnego dwunastościanu z wypukłymi ścianami i krawędziami. Sprzedany został konsorcjum handlowemu za 800 000 marek. Oszlifowany w Amsterdamie za 450 000 guldenów holenderskich. Po oszlifowaniu kamień uzyskał kształt owalny i ważył 129 kr. Został sprzedany indyjskiemu księciu Gaikwarowi z Barody za podwójną cenę.